# Crucible (album)
Pour les articles homonymes, voir Crucible.
Albums de Halford
Live Insurrection
(2001)
Crucible est le deuxième album studio du groupe de heavy metal américain Halford.
L'album est sorti le 25 juin 2002 sous le label Metal-is Records.

## Composition
- Rob Halford - chant
- Patrick Lachman - guitare
- Mike Chlasciak - guitare
- Ray Riendeau - basse
- Bobby Jarzombek - batterie

## Liste des morceaux
1. Park Manor – 1:11
2. Crucible – 4:26
3. One Will – 3:32
4. Betrayal – 3:04
5. Handing Out Bullets – 3:16
6. Hearts of Darkness – 3:48
7. Crystal – 4:37
8. Heretic – 3:49
9. Golgotha – 4:20
10. Wrath of God – 3:11
11. Weaving Sorrow – 3:28
12. Sun – 3:48
13. Trail of Tears – 5:56